# Tolonus gracilitarsis
Tolonus gracilitarsis är en stekelart som beskrevs av André Seyrig 1952. Tolonus gracilitarsis ingår i släktet Tolonus och familjen brokparasitsteklar. Inga underarter finns listade i Catalogue of Life.